# ミュージックガンガン!
『ミュージックガンガン!』（MUSIC GUNGUN!）は、タイトーより発売した業務用音楽ゲーム。
本項では、1作目のバージョンアップ版『ミュージックガンガン! 曲がいっぱい☆超増加版!』と2作目『ミュージックガンガン!2』についても述べる。

## 概要
タイトー初の音楽ゲームで、システム基板は同社のTaito Type X2を使用している。
ガンコントローラを使用した音楽ゲームであり、正式なジャンル名は「音シュー」（音楽ゲーム+ガンシューティングゲーム）で、「NO考ゲーム」作品の1つでもある。作品の略称及びガンコントローラの名称は「ミューガン」で、英語表記は「MUSIC GUNGUN!」である。
シリーズは3シリーズ、筐体は2種類がリリースされている。2種類の筐体とも女性への配慮として荷物を置くことを目的としたスペースがあるのが特徴である。あくまで荷物を置くことを目的としているため、この部分に乗ったり座ったりしないよう注意書きが記されている。
ゲームの内容は、ミューガンを使用して飛んでくる「音モンスター」を流れる音楽に合わせて撃ち落とすというもの。プレイ内容によって変化するゲージが、曲が終わった際に一定以上あればクリア、そうでなければ失敗となる。曲途中での強制終了はなく、1曲を最後までプレイすることができる。

## シリーズ一覧
2012年9月現在、以下の3シリーズがリリースされている。
- ミュージックガンガン!
- ミュージックガンガン!曲がいっぱい★超増加版!
- ミュージックガンガン!2

### ミュージックガンガン!
シリーズ1作目、2009年7月17日稼動
- 全31曲（隠し曲1曲含む）
- タイトル画面、選曲画面等、全体的にピンクを基調としたカラーリングになっている。
- 選曲画面の各曲名の背景色がジャンルを表しているが、並びはジャンルごとではなくジャンル名の表示もない。
- すべての楽曲・難易度で、曲の途中に音楽とは関係なく多数の音モンスターを撃つ「チャンスタイム」が存在する。
- ガンコントローラのサブボタンを使ったコマンドを入力することにより、「超むずかしい」難易度と隠し曲の解禁を同時に行うことが出来た。

デモ画面にて1人用・2人用それぞれで人気選曲が10位まで表示される。
後に台湾などで現地向けに曲を追加したものが稼働されている。

### ミュージックガンガン! 曲がいっぱい☆超増加版!
シリーズ2作目、2010年4月26日稼動
楽曲
- 全94曲（隠し曲9曲含む）/ 新曲63曲 / 旧曲31曲 / 前作からの削除曲無し
- 新曲の一部は事前の公式サイトのリクエストで決まった。
- ピアプロとのコラボレーション（後述）により、初音ミクを使用した楽曲が公募されそのうち3曲が収録された。
- 商業用の音楽ゲーム作品として初めて東方Projectの二次創作物・アレンジ楽曲が収録された。

システム・デザイン
- タイトル画面、選曲画面等、全体的に水色を基調としたカラーリングになっている。基本的なデザインは前作と変わらない。
- ピアプロとのコラボレーション（後述）によって採用されたイラストが曲のロード画面で表示される。
- 曲のプレイ中に左右のボタンを押すことで音量調節ができるようになった。
- 曲の並びがジャンルごとに分けられた。選曲画面の左上にジャンルボタンが追加され、そこを撃つことで順次ジャンル移動ができるようになった。
- 曲によっては演奏前の演出やサブボタンの音が通常とは違うものになる。
- 隠し曲は公式ページ・公式ブログにて3回に分けて発表された。それぞれ3曲ずつ発表されたため、隠し曲は合計9曲になる。なお、解禁にはテストモードでのコマンド入力が必要となるため、通常はユーザー自身の手で解禁することはできない。
- 特定のコマンドを入力することで、途中でマーカーが消える「HIDDENモード」が導入された。このモードにすると選曲画面やハイスコアのランキングにマークが付く。

イベント
- 2009年12月10日にピアプロにて初音ミクとのコラボレーションが実施され[1]、実際にゲームでプレイする楽曲と曲のロード画面で表示されるイラストが募集された。2010年3月10日に結果が発表され、楽曲は3作品、イラストは12作品が採用された[1]。
- 2010年11月から12月にかけて、インターネット上でのスコアアタック大会が3度開催された。どの回も課題曲は2曲で、一方は「むずかしい」難易度、もう一方は「超むずかしい」難易度であった。各曲の結果画面の画像をメール送信することで参加することができた。順位は2曲の合計スコアで決められ、ブログにて結果が発表され各回上位20人が掲載されている。

### ミュージックガンガン! 2
シリーズ3作目、2011年1月27日稼動
楽曲
- 全106曲（隠し曲6曲含む）/ 新曲50曲 / 旧曲56曲 / 前作からの削除曲39曲
- 前作に引き続き、東方Projectの二次創作物・アレンジ楽曲が収録された。
- 他社ゲーム作品とのコラボレーションにより、それらの楽曲が多数収録されている。
- 有名ゲームミュージックアーティストによりオリジナル楽曲の提供がなされた。

システム・デザイン
- グラフィック・キャラクターが前作から一新された。前作までの丸いイメージとは異なり、角のある硬質なイメージとなった。
- タイトル画面、選曲画面等、全体的に黒と青を基調としたカラーリングになっている。
- トレーニングモードの実施がプレイ人数を選んだ後に変わり、行うかどうかを選ぶようになった。
- ジャンル名が選曲画面上にすべて表示され、それを直接撃つことでそのジャンルに移動できるようになった。
- チャンスタイムにて、音楽の拍に合わせて音モンスター撃つと高得点が得られる「ON THE BEAT!」が導入された。
- 演奏中や成績発表画面にも譜面の難易度が表記されるようになった。
- フルコンボするとボーナス点が付くようになり、スコアアタック上の重要性が増した。
- オプションで、マーカーの表示方法が変わる「SUDDEN」「STEALTH」「MIRROR」モードが導入された。
- 前作と同じく3回に分けて隠し曲が発表された。今作では隠し楽曲の追加だけでなく、既存楽曲への隠し難易度の追加も行われた。解禁はユーザーが直接出来るようになり、そのコマンドは公式ブログにて発表された。

イベント
- 2011年5月にはZUNTATAによる東方Projectのアレンジ曲が収録されたCDの配布イベント「東方Projectアレンジ曲祭り」が東京・名古屋・大阪・埼玉の合計4店舗で開催された。
- 2011年7月には公式スコアアタック大会「東方Projectアレンジ曲祭りEX スコアアタック大会@WEB」が開催された。

## 筺体の種類
初代（通称「白筺体」）
画面サイズは32インチで、画面上部に2基のスピーカーを搭載している。
1P側、2P側にそれぞれ荷物を置くためのスペースが用意されていて、この部分に操作説明や収録楽曲の一覧が貼られている。
全体的に白を基調としたカラーリングになっているが、1P側のガンコントローラと荷物置き場が水色、同様に2P側がピンク色のカラーリングになっている。
すべてのシリーズをこの筐体で稼動させることが可能である。
2代目（通称「黒筺体」）
『2』から登場。
画面サイズは28インチ、全体的に白筐体よりもコンパクトになっている。
スピーカーは画面上部に2基と、1P側・2P側のミューガンを置く場所の隣にそれぞれ1基ずつ設置されており、全体で4基搭載されている。
筐体中央に左右・決定ボタンと荷物置き場が1つ設置されている。また、この部分に音量調節など便利機能の説明が貼付されている。
全体的に黒が基調のカラーリングになっている。ガンコントローラもほぼ全体が黒になったが、一部分は1Pが青、2Pがピンクになっている

## プレイの詳細
エントリー
1クレジット分以上のコインを投入後、ミューガンで画面を撃つとスタートになる。
次にプレイ人数の選択画面になり、1人でプレイか2人でプレイかを選ぶ。2人でプレイには2クレジットが必要で、足りない場合には項目は表示されるが選択はできない。選択方法は、筐体の左右ボタンで選択し決定ボタンを押すか、ミューガンで項目を直接撃つ、のいずれかで行う。
無印・『超増加版』ではこの後選曲画面になるが、『2』ではチュートリアルを行うかどうかの選択画面になり、行う方を選んだ場合はすぐにチュートリアルが始まる。
楽曲・難易度の選択
選曲画面では遊ぶ曲を決定した後に難易度を決定する。
エントリー受付同様、筐体のボタンとミューガンの両方で操作できる。ミューガンを使用する場合、選曲は画面の左右の矢印を、決定は曲や難易度の枠を撃ち、難易度選択は遊びたい難易度を直接撃つことで決定する。
難易度選択中は「戻る」を選べば選曲に戻ることが出来る。無印・『超増加版』では1曲目の難易度を決定した後にチュートリアルが始まる。
基本ルール
飛んでくる「音モンスター」を音楽に合わせてをタイミングよく撃つというもの。
音モンスターをタイミング良く撃った場合に効果音やメロディーが鳴り、バックで流れている音楽を装飾していく。
撃つ場所とタイミングは、音楽に合わせて画面上に表示される円形の「マーカー」によって示され、音モンスターが近づいた時に出現する。照準やマーカーの色は1Pが青、2Pが赤で2人プレイでは協力プレイとなり2色のマーカーが同時に現れるが、プレイヤーの色と同じ色のマーカーに飛び込んでくる音モンスターを撃たなければいかず、違う方を撃っても反応しない。
ゲージとクリア条件
音モンスターをタイミングよく撃つ事で画面下部にあるゲージが増えていき、演奏終了時にクリアラインに達していればクリアとなる。なお2人プレイでは1本のゲージを2人で共有する。ゲージ増減の具合は難易度の種別によって変化し、難しいほど増えにくく減りやすくなっている。
曲をクリアしたか否かについては、ストーリーの関係からMISSION COMPLETE・MISSION FAILED（『超増加版』以前では任務成功・失敗）という表記がされる。
チャンスタイム
一部の曲や譜面を除き、演奏途中には「チャンスタイム」が用意されており、スコアアップとゲージ回復のチャンスとなる。
大量に出てくる音モンスターをできるだけ多く撃つというもので、音モンスターを1匹撃つごとにスコアが入り、一定割合以上撃てた場合にゲージが回復する。更に画面中央の飛行物体に乗っているサウンドイーターを規定回数以上撃ち込むと「BREAK」と表示され追加のスコアが入る。
『超増加版』以降ではトリガー押し続けで自動で連射できるようになった。『2』では音楽の拍に合わせて音モンスターを撃つと「ON THE BEAT!」と表示され、1匹あたりのスコアがアップする。
プレイ内容の評価
プレイ内容の評価は、1曲終了後に表示される曲別評価と規定曲数をクリアした後の総合成績の2つがある。
曲別評価では主に音モンスターを撃った際のPERFECT判定数によってSSS・SS・S・A〜Dの7段階で評価される。なおD評価はPERFECT判定数にかかわらず曲をクリアできなかった場合に、SSS評価はPERFECT判定を7割以上取りかつフルコンボした場合に与えられる。
総合成績では曲別評価と同様にアルファベットで評価が与えられるのに加え、「○○な××」という形の称号が与えられる。「○○」と「××」の条件は一体化されておらず、それぞれ判定数やゲージ量・推移、選択難易度、選曲内容等によって変化する。
ネームエントリー
総合成績のスコアがランクインした場合はネームエントリーをすることが出来る。
入力できるのは4文字までで、2人プレイの場合はそれぞれのプレイヤーが自分の名前を入力する。入力できるのは大文字アルファベットと一部記号（独自記号も含む）で、一覧表示された文字を直接撃つことで入力する。
『2』では、曲別のハイスコアを取得した者の名前を残すことが出来る。総合成績でランクインしなくても、曲別のハイスコアを更新したのみの場合もネームエントリーをして名前を残すことが出来る。

## 判定・撃ち方の種類
タイミングの評価は良い順に「PERFECT」「GREAT」「GOOD」「BAD」「MISS」「ESCAPE」で、上の3つではスコアやコンボが入る。10コンボ以上になると撃った時にコンボ数が表示されるようになる。「BAD」には難易度に関係なくゲージの増減がない。「MISS」以下ではダメージとなり（但し「MISS」では減らない場合もある）、特に音モンスターを画面外に逃がすと出る「ESCAPE」はダメージが大きい。なお引きっぱなし以外では、上部に数字が付いている場合は連続撃ちとなる。間隔は均等とは限らないので、音モンスター（上撃ちなら白い線）をしっかり見る必要がある。撃ち方の詳しい説明については以下の通り。
標準マーカー
『超増加版』以前では円・『2』では八角形の輪がでてくる。撃つタイミングはマーカーがほんの一瞬だけ光っている間である。その時音モンスターはマーカーの枠内に納まっている。早いタイミングでの「MISS」ではまだ撃つことが可能。
上撃ち
画面中央に上に向けられた大きなミューガンのマークが出てくる。マークの下側には「上に向けて撃て!!」と表記されているが、実は画面外に向けていればどの方向でも反応する。タイミングは白い線が目印となっており、その白い線が『超増加版』以前では銃口の先端部分・『2』では銃の中心付近に描かれている輪（線は時計回りに動く）が12時の位置に到達した瞬間となっている。音モンスターを撃つ訳ではないためか「ESCAPE」はない。
引きっぱなし
最初は兜をかぶっている音モンスターや標準のマーカーと線が出てくる。線は最初に表示されている部分で終わりとは限らず、引いている最中に延長されることもある。線が完全に途切れるまでは、トリガーを離してはならない。また線通りになぞる必要もあり、照準が音モンスターからずれすぎるとコンボが途切れてしまう。後述のオプションを付けても表示は変化しない。

## 譜面・難易度
曲によって譜面数や難易度のコースはバラバラで、1人・2人用限定の曲もある（なお全コース揃った曲はまだ1つもない）。コースの表記は左側が『超増加版』以前、右側が『2』となっている。曲によっては次回作以降に譜面が追加される。最後の曲以外で失敗しても、「VERY HARD」譜面以外であれば無条件で次の曲をプレイできる（但し1曲設定の店舗もある）。同一譜面も「VERY HARD」譜面を除きプレイ可能である。難易度はコースとは別に『超増加版』以前では★、『2』では数字が付いている。『2』では数値が30以上と大幅に増加しているが、『超増加版』以前の数値をただ変換したのではなく、大幅に見直されておりその影響でコース変更（ほとんどが降格）された譜面もある。上のコースほどマーカーの間隔や範囲が狭くなることが多くなり、上撃ちや引きっぱなしも厳しいタイミングで出てくる。譜面をフルコンボすると「FULL COMBO」、最高点になると「HI.SCORE」（『超増加版』以前では「HIGH SCORE」）と成績発表時に表示される。また選曲画面で譜面別の最高点が表示されている。なお2人用の譜面でも1人でプレイ可能だが（俗に言う二丁モード）、本来2人でプレイするものなので、当然同じコースでも1人用の譜面より難しくなる。
かんたん/EASY
数値は『超増加版』以前が1、『2』が1〜3。このコースがある曲にはそれを示すマークが曲の部分に付いている。無印の1人用では、このコースがある曲には他のコースがなかった。
ふつう/NORMAL
数値は『超増加版』以前が2〜4、『2』が4〜10。
むずかしい/HARD
数値は『超増加版』以前が5〜8、『2』が11〜20。プレイモードに関わらず、このコースがある曲の多くに「NORMAL」譜面もある。
超むずかしい/VERY HARD
数値は『超増加版』以前が9〜12、『2』が21以上。最後の曲以外で「HARD」譜面をクリアすると次の選曲時に出現する。また1曲目選択時にサブボタン3回・トリガー1回を2セット入力し、成功画面を出すと始めからプレイできる（無印では隠し曲も出現する）。このコースに限り、失敗すると途中の曲でも強制的にゲームオーバーとなり、クリアしてもクリア済みのマークが付き次の選曲以降ではその譜面をプレイできなくなる。「PERFECT」の判定が他のコースよりも厳しくなっている。『超増加版』以前では、このコースがある曲でかつプレイ可能な状態になっているとそれを示すマークが曲の部分に付いている。

## オプション
「HIDDENモード」は『超増加版』から、それ以外のオプションは『2』で搭載されている（初公開は全て稼働直後ではなく後に更新される公式ブログの記事からである）。1曲目選択時にそれぞれの特定のコマンドを入力することで使える。また1曲目選択時であればそのコマンドを再入力すると解除できる。これらのモードにすると選曲画面やハイスコアのランキングにマークが付く。
HIDDENモード
途中でマーカーが消える。
SUDDENモード
マーカーがギリギリ（撃つ直前）まで表示されなくなる。
MIRRORモード
マーカーや音モンスターの左右の位置が通常時の反対側になる。このオプションに限り他のオプション1つと併用できる。公開は約8ヶ月後とかなりの間秘密にされていた。
STEALTHモード
マーカーが光るタイミングにしか表示されなくなり、引きっぱなしの点線も表示されなくなる。

## キャラクター
主人公格はデモ中の遊び方の解説を担当している。

### 無印・超増加版
『2』でもメインキャラではなくなったものの、特定のコマンドを入力することにより一部の楽曲では演出が『超増加版』以前のものになる。

#### ミューズポリスステーション（人間）
音楽の星「ミューズ星」唯一の交番で、そこには2人の警察官（ミューズポリス）が勤務している（タイトルロゴの上のマークはその紋章だと思われる）。容姿は警察官というには明らかに幼く見える（10代前半ぐらい）。勤務中（ユーザーから見たデフォルトの衣装）は制服のようで、勤務外では別の衣装になっていることが公式ブログのイラストで判明している。その衣装の主な共通点は、ヘッドホンを装着している・袖がなく腋が露出している・左腕に星の形をした黄色いシール（?）が付いている・ブーツが膝近くまであるというもの。当然ミューガンを持っているが、射撃のコントロールの良さなどは言及されていない。ミューガンにはネームプレートが付いており、それぞれキャラの名前（実際の方はプレイヤーの番号）が刻まれている。ボードのような物に乗っていることがあるが、これはサウンドイーターズを追跡する時に使っているようである。『超増加版』ではデモ中ミニチュア化する場面がある。ちなみに2人とも正面向きだと耳が隠れる髪型をしている。
猫野たま（ねこの たま）（声：坂本梓馬）
別名「明るく元気なミューズポリス」。ミューガンの色は青で、これは無印筐体1P側の実物と同じである。女の子ではあるが、外見や言葉遣いが男の子っぽく一人称も僕であり（いわゆるボク少女）、その上服装がハーフパンツ風のズボンであったため男の子と間違えた人は多かった。しかし性格は決して男勝りという訳ではなく、普通の女の子と変わらず明るく気が優しい。また公式では「おっちょこちょい」と表記されているが、実際は落ち着きがないという訳ではない。天然パーマのような髪型で、毛が上に跳ねている部分がある。ももには呼び捨てされているが、彼女はもものことをどう呼んでいるのか不明。運動はかなり得意なようである。ハンバーガーが好物で、無印デモのストーリー紹介などで食べている姿が描かれている。髪の上部にくせ毛がある。曲の演奏に入る前にはサウンドイーターズに警告するが、この時かなり気合を込めているようで、特に一言の台詞は店舗によっては筐体周囲に響き渡る。人間キャラの画風が全く違うにも関わらず（ちなみにペットの画風は似ているといえる）、他社の音楽ゲームである『太鼓の達人』の雰囲気に合っているという声が一部であり、このゲームの熟練者になっている様子を想像する人もいる（なお作品自体は後に『2』でコラボし、彼女にも『2』での出番はあるが演出面では一切共演していないため結局接点はないままである）。台湾版での表記は「小野」。
宇佐木もも（うさき もも）（声：小島めぐみ）
別名「優しく知的なミューズポリス」。ミューガンの色は赤で、無印筐体2P側の実物と同じである。たまとは違い乙女キャラであり、一人称も私。服装もズボンではなくスカート（それも結構短いもの）である。髪型はツインテールで、長さは腰まで届くほど。理由は不明だが、たまよりまつげが2本多い。普段は優しいが怒ると怖いらしい（但しゲーム中怒っている場面はない）。公式では「おっとりしている」と表記されているが、はっきりした言葉遣い（基本はですます調だが「〜よ」という言い方もする）だったり、笑いながら片眼を閉じる仕草をすることがあるなど、実際はそうでもなくかなり快活で、（本人はたまをとても元気だと言っているが）たまと同じぐらい明るい性格といえる。無印では最後の曲を失敗した時の画像で「次は〜頑張りましょ〜」と言ってくれるなど、優しさは本物のようである。読書が趣味で、知的なのはそのお陰かもしれない。彼女のみ何が好物なのか不明だが料理の腕は良いらしく、公式ブログでローストチキンを作っている画像がある。曲の演奏に入る前の台詞では、彼女の台詞によってたまの言う台詞が決まっている（パターン化されている）。彼氏募集中らしい。制服衣装のほとんどが名前と同じピンクのものを身に纏っている（たまと共通している部分でも色はほとんど違う）が、髪色は何故か薄紫である。たまと同じぐらいの年頃だが、スレンダー体型でたまより身長が高く見えることもある（正確な数値やどちらかが高いのかは不明）。台湾版での表記は「小桃」。

#### ミューズポリスステーション（ペット）
たまやもものペットたち。それぞれたまやももと同じ色のヘッドホンを装着しているが、例のイラストでは描かれていないため勤務中だけのようである。トレーニングでは操作方法の一部を教えてくれる。プレイ中には50コンボ毎にコンボ数を知らせてくれ、上手く演奏できていないと応援することもある。プレイに失敗すると成績発表時には元気がなくなっている。クレジット画面や演奏画面などでは、プレイ人数に関係なくブラックは左下・ミルクは右下に立っている。動物でありながら喋ることができ、それぞれ語尾に口癖がある。『超増加版』では選曲画面で彼らを撃つと口癖を言うようになった。好物はどちらも飲み物で、無印デモのストーリー紹介の冒頭部分では飲んでる姿が描かれている。
ブラック（声：?）
たまのペットのネコ。性別はオスで、体の色は名前と同じで真っ黒である。口癖はネコなだけに「〜にゃ」。ブラックコーヒーが好物。台湾版での表記は「猫猫」（正確には猫の左側の部首が口へんとなっている）。
ミルク（声：?）
もものペットのウサギ。性別はメスで、名前とは違い体の色はピンクである。口癖は「〜みゅ」。ミルクティーが好物。台湾版での表記は「草苺」（正確には苺の「母」が「毎」になっている）。

#### サウンドイーターズ
敵キャラで、ミューズ星のあらゆる音を奪った集団。演出上は2曲目を成功するとミューズポリスによって完全に捕獲された格好となる。ミューズ星の住民曰く「変な宇宙人」。サウンドイーター・音モンスター共に各3種類（色は赤・青・黄）いるが、譜面ごとには各1種類しか出てこない。
演奏時に画面中央で自身の分身である音モンスターを投げてくる。演奏に成功すると何故か飛行物体が焼け焦げ、中にいる当の本人も黒焦げになる。演奏前のミューズポリス警告後や演奏終了後には声を出すことがあるが、ブラックやミルクとは違い喋れないようである。3匹いるが、兄弟の関係にあるらしい。
レッドイーター
三兄弟の長男。何事にも燃える熱血漢。語尾は[トゲ!]。
ブルーイーター
三兄弟の次男。眼鏡をかけていて冷静で真面目な性格だがテンパりになると汗がびっしょり。チャンスタイム時は正体を防ぐためサングラスをしている。語尾は[ビット]。
イエローイーター
三兄弟の三男であり末っ子。マイペースな食いしん坊。語尾は[もぐ~]。
音モンスター
略称は「音モン」。分身という言葉通り、サウンドイーターに生み出されたと思われる。音を食べたのは本当のようで、演奏中ではタイミングが合った状態で撃つと音が出て消滅する。またすぐにではなく数匹撃った後に消滅することもあり、全て撃てた状態であるとボーナス点が入ることがある。消滅するマーカーはそれぞれ決まっているようで、盾持ちに至っては盾が飛ぶ時のマーカーを撃ち損じても何とそのマーカーになると消滅する。また演奏画面では消滅しているが、2曲目成功のエンディング画面ではただ捕獲されているだけのようである。チャンスタイムでも種類はその譜面と同じである。「ESCAPE」になると一部の音モンスターは画面端で嘲笑ってくることがあり、演奏に失敗すると画面全体に集団で湧いてくる。黄のものは音符の形をした触角が付いていたりする。

#### その他
音羽ねね（おとは ねね）（声：堀江由衣）
『超増加版』で登場。ミューズ星で放送されているテレビ番組の新人リポーター（自称アイドルリポーター）。ゲーム中では本人のテーマ曲（後述）の演奏前に出てきて、たまやももの掛け声も変更される。眼鏡をかけているが、視力が悪いかどうかは不明。ミューズポリスの2人より年上のようである。
初音ミク（ミューズポリス仕様）
『超増加版』のゲストキャラクターとして登場（無印はボーカルのみ）。当然画風はこのゲームのものと同じようになっており、服装も警察官の制服っぽくなっている。『超増加版』では彼女の曲を選ぶと演奏前に登場し、たまやももの掛け声も変更される。演奏終了後の台詞も用意されており、こちらはプレイの評価で数種類に分かれている。また彼女の曲は全て本人歌唱で、ジャンル化されているだけあって収録数は『Project DIVA』シリーズの次である。年齢はこちらには表記されていないが、開発元による設定では16歳であり、ミューズポリスの2人よりも年上に見える。
電話の声（声：?）
無印デモのストーリー紹介で、ミューズポリスステーションにサウンドイーターズの事件を通報した。声のみの登場のため人間かどうかは不明。
ナレーション（声：?）
無印デモのストーリー紹介で解説している。

### 2
主役キャラがミューズポリス・敵キャラがサウンドイーターズであることに変更はない。サウンドイーターズが『超増加版』以前のものよりモンスターらしいデザインに変更された。人間キャラの画風も体が角ばっている・瞳が四角っぽい形になる・鼻が描かれていない、と大幅に変化している。

#### 主人公格
新しい人間キャラは現在のところ彼らのみ。容姿は前主人公格のたまやももほど幼くない。ペットは登場しないためか、トレーニングの解説も彼らがするようになっている。
シアン（声：神谷浩史）
ミューズポリスの少年で、（たまがまさかの女の子ということもあり）シリーズ初の少年キャラでもある。ミューガンは2代目筺体1P側の実物と同じ。性格はクールであり、デモ解説では命令口調で話している。また選曲に時間がかかると「早くしろ」と言ってくることがある。射撃の腕前はかなりのものらしい。
マゼンタ（声：今井麻美）
ミューズポリスの少女。ミューガンは2代目筺体2P側の実物と同じ。シアンとは双子の兄妹。気が強く少々わがままな性格らしい。

#### その他
音モンスター
音符の形をしており、サウンドイーターの種類に合わせて色分けされている。今回は色ごとのデザインの違いはない。撃つほんの少し前のタイミングで口を大きく開くのが特徴。デモで登場する際の表記は省略されており、「Otomon」となっている。ちなみにブログ執筆者の自己紹介絵が彼らの姿になっている。
サウンドイーター
3種類存在する。前回とは違って彼らそのものが飛行生物である。また兄弟ではないらしい。
和田どん・和田かつ
『太鼓の達人』からゲスト出演。「さいたま2000」を選ぶと、最初の掛け声や結果発表の演出などがこの2人になり、チャンスタイムの音モンスターたちがこの2人の顔のような並びになっている。後に本作とのコラボとして、太鼓新筐体版で一部の本作オリジナル楽曲が収録となり、バナパスポートカード等使用プレイ時にこれらの曲をクリアするとシアンやマゼンタ風の衣装が手に入る（と同時にそれに該当する称号も手に入り、2つあるうちの1つは名称が「ミューズポリス」だったりする）。

## オリジナル楽曲
このゲームのために作曲された、もしくはアレンジされた楽曲である。曲名の下にジャンル説明がないものは現在全て「オリジナル」に分類されている。曲によっては携帯端末（但し会員登録が必要でその月額料が発生する）やiTunes Storeで配信され、『GROOVE COASTER ZERO』やアーケード版『グルーヴコースター』でも再登場している。IGSのゲーム曲以外は、全て『2』でも残留となっている。

### 無印初出
ミュージックガンガン!テーマ
本作の主題歌。ボーカルはたまとももで、選曲画面にも2人の名前が表記されている。公式ブログで歌詞が掲載されている。非常にポップで明るい曲調である。オリジナル曲で唯一、無印デモの演奏画面に登場している（譜面は2人用の「むずかしい」）。『2』でも残留しており、前述（無印・『超増加版』のキャラクター冒頭欄）のコマンドを入力すると掛け声が『超増加版』以前のものになる。
MUSIC☆STAR feat.初音ミク
本作のイメージソングで、表記の通りミクが歌っている。「ミュージックガンガン!テーマ」よりは落ち着いた曲調である。公式ブログで歌詞が掲載されている。『超増加版』ではミク曲扱いになり、ジャンルも変更された。
クラシック☆ガンガンメドレー
クラシック曲全4種をアレンジしメドレー化したもの。「ウィリアム・テル序曲」、「ラデツキー行進曲」、「ハンガリー舞曲」、「カルメン組曲」の一部フレーズが順に流れる。現在の正式ジャンルは「クラシック」。
小フーガ（ZUNTATAアレンジ）
ゲームミュージック・ダンスミュージック風にアレンジされている。現在の正式ジャンルは「クラシック」。無印では2人用のみの曲だった。
What are we running after?
ZUNTATAが作成した完全オリジナル曲で、選曲画面には曲名の下側に「ZUNTATAオリジナル」と表記されている。無印では1人用のみの曲だった。

### 超増加版初出

#### ピアプロ採用曲
現在の正式ジャンルは「初音ミク他」となっている。どちらのプレイモードも1つずつしか譜面がない。全て公式ブログで歌詞が掲載されている。
初音ミクの保安官
譜面はそれぞれ「HARD」のみ。珍しく（初めて?）1人用でも上撃ちのマークが一度に2つ出てくる。
恋スル乙女ハ弾丸ライナー
譜面はそれぞれ「NORMAL」のみ。
らぶ・いぐにっしょん
譜面はそれぞれ「HARD」のみ。

#### IGS曲
Dancing Paradise
一昔のディスコのようなファンク調の曲。初出は『鉄琴ヴィブラフォン：第一の楽章』。
Freedom to Fight
ボーカルはNaomi Wu（吳家瑀）。歌詞は殆んど英語である。アイディアファクトリーのゲーム『スペクトラルVSジェネレーション』のテーマソングである。初出は『鉄琴ヴィブラフォン：第一の楽章』。
Party Jam
ボーカルの主は不明。初出は『唯舞独尊オンライン』。
ON YOUR WAY
ボーカルの主は不明。初出は『鉄琴ヴィブラフォン：第一の楽章』。その後『唯舞独尊ACオンライン』に移植した。
Forest Party
初出は『叢林鼓王』。『唯舞独尊ACオンライン』の名前は「森林派對」。

#### その他
M.G.G.〜ミュージックガンガン!セカンドテーマ〜 MC TAMA feat.MOMO
テーマ第1弾とはうって変わってラップ調になっている。『2』では2人用の「NORMAL」（旧「ふつう」）譜面が「EASY」に降格した。公式ブログで歌詞が掲載されている。
Silent MUSE feat.初音ミク&miko
イメージソング第2弾。現在の正式ジャンルは「初音ミク他」。公式ブログで歌詞が掲載されている。
ピ・ピ・ピ・ミュージック
イメージソング第3弾。作曲はエイプリルズ。公式ブログで歌詞が掲載されている。
猫ふんじゃった（ZUNTATAアレンジ）
テンポが遅めにアレンジされており、その影響で演奏時間は長め。『超増加版』（『2』は不明）ではサブボタン音がブラックの声で、1P側と2P側の2種類がある。現在の正式ジャンルは「キッズ」。譜面はどちらのプレイモードも「EASY」のみである。ちなみに『太鼓の達人』では未だこの曲が全シリーズ未収録であるがこのゲームの影響で収録される様子はない（現在のAC最新作である筐体変更版でも童謡曲が少し追加されたがこの曲は対象にならなかった）。また『超増加版』以降この曲以外童謡曲が全てAC版太鼓と被っており、この状況は現在でも続いている。
四季 春〜天国と地獄
曲名通り「協奏曲第1番「春」」と「天国と地獄」をメドレー化したもの。またテンポがかなり早めにアレンジされている。現在の正式ジャンルは「クラシック」。
「ミューズステーションTV」音羽ねねのテーマ
曲名通りボーカルはねねで、演奏前の演出も独自のものになっている。公式ブログで歌詞が掲載されている。
東方音銃夢（とうほうおんがんむ）
ゲーム『東方紅魔郷』の楽曲である「U.N.オーエンは彼女なのか?」をアレンジした曲。「音銃」の由来はこのゲームにかけている。現在の正式ジャンルは「ゲーム」。
超カノン
隠し曲で、『超増加版』では1次コマンドが解禁された筐体でないと選曲できない。カノンを大幅にアップテンポにした曲で、普通のカノンも収録されているが別曲扱いである。現在の正式ジャンルは「クラシック」。
MUSIC☆STAR feat.初音ミク Rock tune
隠し曲で、『超増加版』では2次コマンドが解禁された筐体でないと選曲できない。原曲とはジャンルは同じだが別曲扱いで、譜面も1人用の「VERY HARD」のみ。
ミュージックガンガン!テーマ feat.初音ミク&鏡音リン
隠し曲で、『超増加版』では3次コマンドが解禁された筐体でないと選曲できない。原曲とは別曲扱いで、現在の正式ジャンルもボーカルがミク達だからなのか「初音ミク他」となっている。『超増加版』では2人用のみの曲だった。

### 2初出
主役キャラに別々のテーマ曲が用意されるようになった（なお現在どちらの曲も公式ブログで歌詞が掲載されている）。
Beat The Sound 〜シアンのテーマ〜（Song：Cyan）
歌詞は台詞部分以外全て英語となっている。
Pull The Trigger 〜マゼンタのテーマ〜（Song：Magenta）
難易度の数値はシアンのテーマとほぼ同じだが、譜面にはかなり違いがある。
景色、雪月花 kuracciP feat.初音ミク
今作のイメージソング。正式ジャンルは「初音ミク他」。公式ブログで歌詞が掲載されている。
Shooting Star
作曲は浜渦正志。ボーカルはMina。
Crowded space
作曲はSampling Masters MEGA。
Dreamer
作曲は石元丈晴。ボーカルは貝田由里子。
ミュージック・リボルバー
作曲は世阿弥。2人用の「VERY HARD」はモード最高値・31。BPMは168。
後に「EXTREME MGG★★★」と共に太鼓新筐体版に収録され、最高難易度コースの「おに」が2つ（いわゆる裏譜面が）用意されている。
EXTREME MGG★★★
1人用の「VERY HARD」の数値がゲーム全体での最高値・32である。
基本BPMは160だが、BPMや拍子数の変化が多く（『太鼓』では全コースでそれに合わせて速度変化されている）最高240BPMになる。
東方散楽祭
1次解禁による隠し曲。正式ジャンルは「ゲーム」。『東方妖々夢』の楽曲である「ネクロファンタジア」をアレンジした曲。
MGG2スペシャルエンディング
3次解禁による隠し曲。曲名の通り、ある条件を満たすと出現する、エンディング画面に使用されている曲。譜面は1人用の「HARD」のみ。

## 備考
- 演奏中はサウンドイーターを追う演出がされるが、サウンドイーターや音モンスター、フィールドの種類は曲で決まっている。
- ランキングや譜面別スコアは初期設定でも一定の点数が入っている。
- ミューズポリスステーション（『超増加版』以前）の電話機は古いタイプ（回転式）である。
- キャラクターの案が（『2』を中心に）他にもあったことや、実際のものと違う（開発当初のもの）ロゴが存在していたことが確認されている。
- 他社ゲーム作品からもいくつか楽曲が収録されている（『THE IDOLM@STER』シリーズ・『スーパーマリオブラザーズ』・『ゼルダの伝説』シリーズ・『豪血寺一族』・『ぎゃる☆がん』・『すばらしきこのせかい』・東方Projectの二次創作物）。
- ミュージックガンガン!シリーズの延長上の作品として、画面をタッチしたり杖で叩いたりしてプレイする『マジカルミュージック』が予定されていた。稼働には至らなかったものの、本作のアイデアは2021年に稼働された『テトテ×コネクト』と、2022年に稼働された『MUSIC DIVER』に継承されている。
- 一部楽曲が『グルーヴコースター』に収録されている。